# Bangunsari (Bandar)
Bangunsari is een bestuurslaag in het regentschap Pacitan van de provincie Oost-Java, Indonesië. Bangunsari telt 4489 inwoners (volkstelling 2010).